# 五口通商

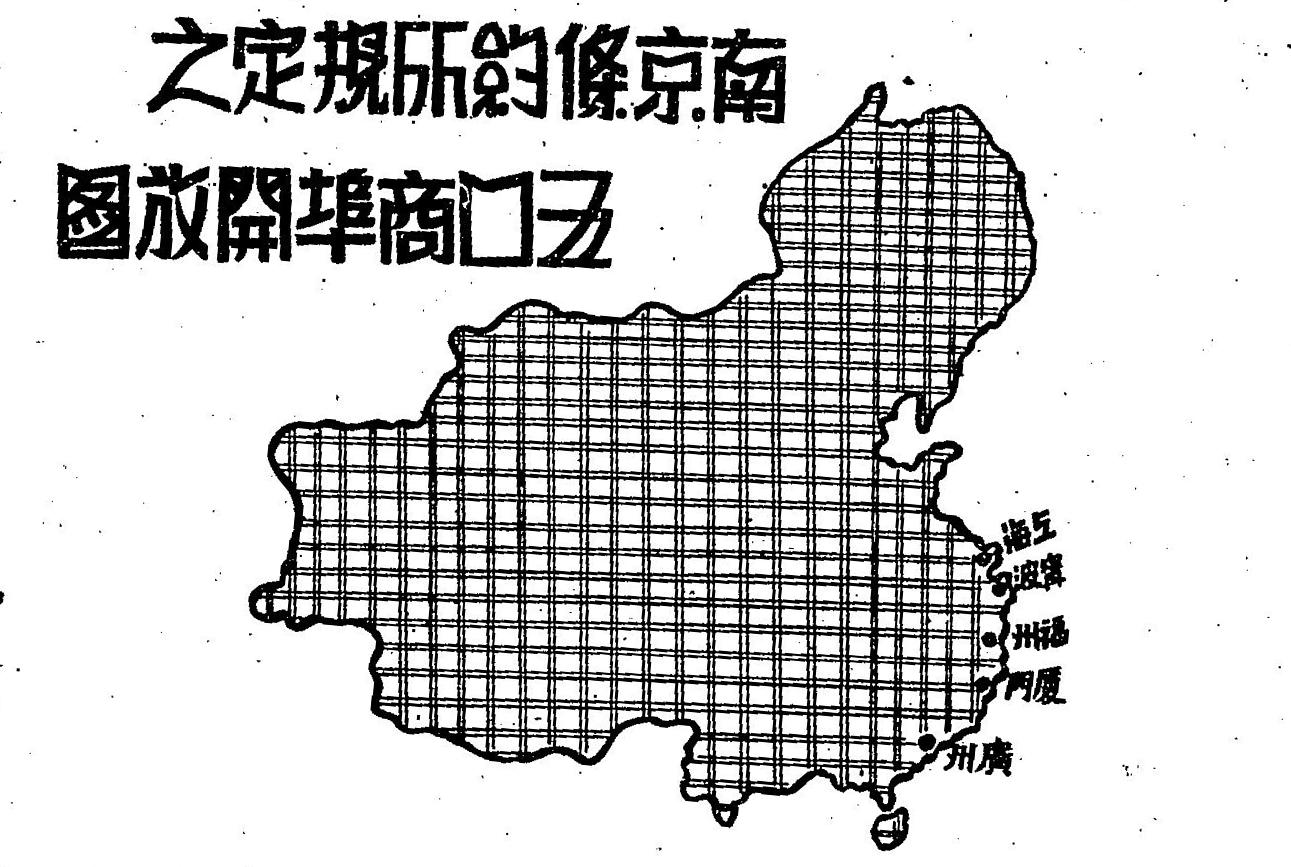
由中华民族反英美协会出版的《鸦片战争史画》所示五口通商地图

五口通商指大清帝國與大不列顛及愛爾蘭聯合王國在公元1842年締結「中英南京條約」以後，將五個長江口以南的沿海城市——廣州、福州、廈門、寧波和上海闢為通商口岸，是該條約除割讓香港島予英國外的另一重大條款。後中英又制定「中英五口通商章程」進一步規定通商相關事宜。在英國之後美國、法蘭西王國等也訂立條約取得同樣的權利，詳見「中美望廈條約」、「中法黃埔條約」。
五口通商以前，清朝政府僅廣州一地允许有限制一口通商，廣州在其時長期繁榮，爾後五大商埠則成為中國由清末到中共建政初期中國對外貿易重要商埠且較內地繁榮有加。西方各國的學術、科技、政治制度思想、經濟、文化開始由五口通商起始傳入中國。而五口通商亦加速了廣東珠江口、福建沿海以及寧滬蘇杭的發展。部分史學家認為五口通商為中國現代屈辱史的開端，但很多史學家也認為五口通商是中國現代化之真正起點。

## 另見
- 中英五口通商章程
- 虎门条约
- 五口通商大臣
- 一口通商
- 割讓香港